# Przemyslaw Niemiec
Przemysław Niemiec, född den 11 april 1980, i Oświęcim, Polen, är en professionell tävlingscyklist. Han blev professionell 2002 med det italienska stallet Amore & Vita-Beretta och tävlade med dem till säsongsavslutningen 2003. Från och säsongen 2004 till och med säsongen 2010 tävlade han för Miche-Silver Cross. 
Przemysław Niemiec vann Slovenien runt 2005 och Giro di Toscana året efter. Under säsongen 2006 vann han också etapp 3 under Route du Sud före Sandy Casar och Gustav Larsson.
Under säsongen 2008 slutade Niemiec tvåa på den andra etappen av Route du Sud efter fransmannen Noan Lelarge. Dagen efter vann han den tredje etappen med 30 sekunder framför Cofidis-cyklist Kevin De Weert.
I april 2009 vann Przemysław Niemiec etapp 2 av Giro del Trentino framför Ivan Basso och Giampaolo Caruso. I slutet av tävlingen stod det klart att han blev trea på tävlingen bakom Ivan Basso och Janez Brajkovic. Przemysław Niemiec vann etapp 2 av Route du Sud framför stallkamraten Massimo Giunti. Efter etapp 4 av tävlingen blev det klart att polacken hade vunnit hela Route du Sud 2009. Han slutade tvåa på etapp 4 av Brixia Tour bakom italienaren Giampaolo Caruso. Przemysław Niemiec vann senare under säsongen Hill Climb Championship.
Han vann den femtonde etappen av Vuelta a España 2014.

## Meriter
2003
- Giro del Medio Brenta

2004
- GP Città di Rio Saliceto e Correggio

2005
- Etapp 1, Giro del Trentino
- Slovenien runt
- Etapp 3, Slovenien runt

2006
- Etapp 3, Route du Sud
- Giro di Toscana

2008
- Etapp 3, Route du Sud

2009
- Etapp 2, Giro del Trentino
- Route du Sud
- Etapp 2, Route de Sud
- Hill Climb Championship

2014
- Etapp 15, Vuelta a España

## Stall
- 2002-2003 Amore & Vita-Beretta
- 2004-2010 Miche-Silver Cross
- 2011-Lampre-ISD